# Heinrich von Brockhausen
Heinrich von Brockhausen (* 2. Juli 1840 in Mittelfelde, Kreis Dramburg; † 27. November 1903 ebenda) war ein deutscher Verwaltungsbeamter und Rittergutsbesitzer.

## Leben
Heinrich von Brockhausen wurde geboren als Sohn des Rittergutsbesitzers und Mitglieds des Preußischen Abgeordnetenhauses Eugen von Brockhausen (1811–1869) und der Auguste, geb. von Klützow (1817–1894) aus dem Hause Dedelow. Er studierte Rechtswissenschaften an der Ruprecht-Karls-Universität Heidelberg. 1861 wurde er Mitglied des Corps Saxo-Borussia Heidelberg. Nach Abschluss des Studiums trat er in den preußischen Staatsdienst ein. Von 1868 bis 1870 absolvierte er das Regierungsreferendariat. 1870 bestand er das Regierungsassessorexamen. Von 1873 bis 1888 war er Landrat des Landkreises Franzburg-Barth. Anschließend verwaltete er bis zu seinem Tod sein Rittergut Mittelfelde in Pommern.